# Rodrigo y Gabriela
Rodrigo y Gabriela (с исп. — «Родриго и Габриэла») — дуэт гитаристов из Мексики, основанный в 2000 году. Участники: Родриго Санчес (исп. Rodrigo Sánchez) — соло-гитара, Габриэла Кинтеро (исп. Gabriela Quintero) — ритм-гитара.

## История

### Ранние годы и выпуск дебютного студийного альбома «Re-Foc» (2002)
Родриго Санчес и Габриэла Кинтеро познакомились, будучи ещё подростками в Доме Культуры (Casa de Cultura) города Мехико, их обоих связала любовь к хеви-метал и рок-музыке. В то время Родриго играл на ударных в своей группе, «Castlow». Вскоре, после того, как Габриэла присоединилась к группе в качестве гитариста, имя группы было изменено на «Tierra Acida» (с исп. — «Кислотная земля»). Скооперировавшись, они стали выступать в клубах Мехико и параллельно с этим работать (Габриэла обучала местных детей игре на гитаре, а Родриго сочинял музыку для ТВ-станций).
Вскоре они записали альбом, но не подписали контракт со звукозаписывающей фирмой, решив сосредоточиться, вместо этого, на изучении различных гитарных стилей. Спустя ещё некоторое время они решили поехать, по предложению друга, в Дублин (Ирландия). Они прибыли туда ночью, не владея английским языком, имея всего лишь 1000$ на двоих и оказалось, что друг не может предоставить им жильё. Тогда им пришлось забронировать номера в гостинице и через некоторое время все их сбережения закончились. Не имея больше денежных средств они стали зарабатывать игрой на улицах, свадьбах, открытиях галерей, играя каверы и композиции собственного сочинения. Мечта стать метал-музыкантами все ещё не покидала их:

Мы хотели быть метал-музыкантами, но все выходило в латинском стиле!
Оригинальный текст (англ.)
We still wanted to be metal composers, but everything came out as Latin!

Приобретя популярность в Дублине, они поехали в Барселону (Испания), где выступали в местных клубах, а затем их снова пригласили в Дублин, чтобы выступить в недавно открывшемся клубе, Sugar Club. Вскоре Демьен Райс пригласил их в качестве поддержки своих выступлений, и наконец в 2003 году Rodrigo y Gabriela выпустили свой дебютный студийный альбом «Re-Foc» (в который вошли также некоторые переработанные композиции из демо-альбома «Foc»), а спустя ещё год они выпустили альбом с песнями живых выступлений «Live Manchester and Dublin». Выпуск обоих альбомов принес им всемирную известность.

### Выпуск второго студийного альбома «Rodrigo y Gabriela» (2006) — 5-й студийный альбом «9 Dead Alive» (2014)
В 2006 году Rodrigo y Gabriela выпустили второй студийный одноимённый альбом, «Rodrigo y Gabriela», на котором, помимо собственных композиций, они представили свои кавер-версии на песни «Orion» (Metallica), «Stairway to Heaven» (Led Zeppelin). 7 сентября 2009 года Rodrigo y Gabriela выпустили свой третий студийный альбом «11:11», в котором каждая песня была посвящена определённому музыканту или группе. Следующий студийный альбом, «Area 52», вышел 24 января 2012 года, записывался совместно с кубинским оркестром, C.U.B.A., и содержал только переработанные композиции из предыдущих альбомов. Альбом, «9 Dead Alive», увидел свет 28 апреля 2014 года.

## Стиль и музыкальная основа
Rodrigo y Gabriela известны своей быстрой и техничной манерой исполнения. Сами музыканты утверждают, что жанр, в котором они сочиняют свои композиции имеет структуру рока и состоит главным образом из латинских гармоний. Большое влияние на их музыку и стиль оказали такие группы, как: Pink Floyd, Black Sabbath, Queen, Led Zeppelin.

## Интересные факты
1. Композиция «Tamacun» из альбома «Rodrigo y Gabriela» была использована в качестве саундтрека в 1-й серии 1-го сезона популярного сериала «Во все тяжкие».
2. Родриго и Габриэла являются вегетарианцами и выступают против убийства животных.[5]
3. Композиция «Diablo Rojo» из альбома «Rodrigo y Gabriela» звучит в мультфильме 2011 года «Кот в сапогах».
4. В мае 2010 года дуэт выступал в Белом Доме перед президентом США Бараком Обамой.
5. Являются поклонниками треш-метала. Отдают предпочтение группе «Megadeth»[6].
6. 16 октября 2009 года в Чикаго дуэт сыграл с басистом группы «Metallica» Робертом Трухильо композицию «Orion».

## Дискография

### Студийные альбомы
- 2002 — «Re-Foc»
- 2006 — «Rodrigo y Gabriela»
- 2009 — «11:11»
- 2014 — «9 Dead Alive»[7]
- 2019 — «Mettavolution»
- 2023 — «In Between Thoughts...A New World» (релиз 04/21/2023)

### Альбомы живых выступлений
- 2004 — «Live: Manchester and Dublin»
- 2008 — «Live in Japan»
- 2011 — «Live in France»

### Альбомы, записанные с другими музыкантами
- 2011 — саундтрек к фильму Пираты Карибского моря: На странных берегах (Pirates of the Caribbean: On Stranger Tides), совместно с Хансом Циммером.
- 2012 — альбом «Area 52»[8], совместно с C.U.B.A.

### EP
- 2007 — «Live Session»
- 2020  -  Mettal EP
- 2021  -  Jazz EP

### Демо
- 2001 — «Foc»